# Le Brignon
Le Brignon is een gemeente in het Franse departement Haute-Loire (regio Auvergne-Rhône-Alpes) en telt 544 inwoners (1999). De plaats maakt deel uit van het arrondissement Le Puy-en-Velay.

## Geografie
De oppervlakte van Le Brignon bedraagt 33,9 km², de bevolkingsdichtheid is 16,0 inwoners per km².
De onderstaande kaart toont de ligging van Le Brignon met de belangrijkste infrastructuur en aangrenzende gemeenten.

## Demografie
Onderstaande figuur toont het verloop van het inwonertal (bron: INSEE-tellingen).